# Alessandro Telesino
Alessandro Telesino o di Telese (in latino Alexander Telesinus; ... – 1136) fu l'abate di San Salvatore, in Telese.
È ricordato soprattutto come cronachista e storico.

## Biografia
Alessandro successe all'abate Giovanni alla guida dell'Abbazia benedettina del Santissimo Salvatore a Telese, certamente prima del 1127.
Si dimostrò uomo colto e astuto. Ad Alife conobbe Matilde di Altavilla, sorella di Ruggero II di Sicilia e moglie del conte Rainulfo III di Alife. Diventato amico della contessa, scrisse la sua opera più importante, la Ystoria Rogerii regis Sicilie Calabrie atque Apulie, biografia accurata di re Ruggero II.
Il re tenne sempre in considerazione l'abate e visitò due volte l'abbazia corredando le sue visite con cospicue donazioni. Infatti il sovrano donò al monastero i feudi di San Salvatore e la collina della Rocca, Carattano e Villa degli Schiavi riconoscendo agli abati il diritto di amministrare la giustizia.
All'abate Alessandro successe l'abate Stefano, tra il 1136 e il 1143.

## Opere
La sua opera più famosa è la Ystoria Rogerii regis Sicilie Calabrie atque Apulie, una biografia di Ruggero II di Sicilia che copre in dettaglio gli anni successivi al 1127 e fino al 1136, ove termina bruscamente. Fu scritta su commissione della sorella del sovrano, Matilda, moglie di Rainulfo di Alife, e si tratta senz'altro di propaganda a favore del re normanno, anche se Rainulfo era il peggior nemico di Ruggero. Si abbina bene con la cronaca del suo contemporaneo Falcone Beneventano, che si oppone invece a Ruggero.

### Edizioni
Dall'unico manoscritto esistente (Barcellona, Biblioteca Central, cod. 996), una copia redatta a Monte Cassino intorno al 1330 e portata in Spagna al tempo dell'occupazione aragonese, l'antiquario Jerónimo Zurita y Castro trasse la editio princeps nel 1578, priva degli ultimi capitoli (da questa derivano Muratori e Del Re). 
- (LA)  Alexandri Telesini Coenobii Abbatis De Rebus Gestis Rogerii Siciliae Regis e Alexandri Abbatis Telesini Alloquium ad Regem Rogerium in: Rerum Italicarum Scriptores a cura di Ludovico Antonio Muratori, vol V, Milano 1724, pp. 609–645.
- (LA)  Alexandri Telesini De rebus gestis Rogerii Siciliae regis libri IV, in Giuseppe Del Re, Cronisti e scrittori sincroni napoletani, vol. I,  Napoli 1845, pp. 82–156.
- (LA)  Alexandri Telesini abbatis Ystoria Rogerii regis Sicilie Calabrie atque Apulie, testo a cura di Ludovica De Nava; commento storico a cura di Dione Clementi, Roma 1991 (Fonti per la Storia d'Italia, 112).
- Alessandro di Telese, Storia di Ruggero II; traduzione, introduzione e note di Raffaele Matarazzo, Arte tipografica, Napoli 2001 (Thesaurus rerum Beneventanarum 3).
- Alessandro di Telese, Ruggero II re di Sicilia, introduzione, traduzione e note di Vito Lo Curto, ed. Ciolfi, Cassino 2003 (Collana di studi storici medioevali 9).
- (EN) Alessandro di Telese, The Deeds Done by Roger of Sicily, su leeds.ac.uk, traduzione di Graham A. Loud (archiviato dall'url originale il 31 agosto 2011).

### LaHistoria Allifana
Con il cinquecentesco titolo di Historia Allifana, è nota una storia della traslazione in Alife da Roma e cenno agiografico di Papa Sisto I opera dell'abate Alessandro di Telese, redatta per intervento di Roberto vescovo di Alife, negli anni fra il 1131 e il 1134, durante il governo di Rainulfo di Alife. Il codice del XII secolo, ancora nelle mani dei vescovi alifani del secolo XVI tra cui Antonio Agustín che ne fa espressa memoria in una lettera, e noto a Ignazio Danti vescovo di Alatri, e ad altri antiquari alifani è andato in seguito perduto. Una epistola e narrazione del Danti ripresa dai bollandisti negli Acta sanctorum, i testi degli eruditi alifani e il cenno contenuto in una cinquecentina di Cilio Alifano e le testimonianze dei vescovi hanno consentito di attestarne l'esistenza.